# Dries Wouters
Dries Wouters (Tongeren , 28 januari 1997) is een Belgisch voetballer. Hij is een centrale linksbenige middenvelder en staat sinds de zomer van 2021 onder contract bij het Duitse FC Schalke 04.Is uitgeleend aan KV Mechelen

## Carrière

### KRC Genk
Wouters doorliep de hele jeugdopleiding van KRC Genk. Op 9 mei 2015, tijdens de laatste wedstrijd van play-off II tegen Zulte Waregem, mocht Wouters zijn debuut maken voor KRC Genk. Na de rust viel hij in voor Timothy Castagne en hij mocht hij 1 helft meespelen op de positie van linksachter. De jaren nadien sloot Wouters definitief aan bij de A-kern van Genk maar had hij moeite om als verdediger aan veel speelminuten te komen in het eerste elftal. Gedurende de tweede helft van het seizoen 2017/18 speelde toenmalig coach Philippe Clement hem uit op de positie van verdedigende middenvelder, hier kwam hij vaker aan spelen toe.  Op 20 mei 2018 zette Wouters in de uitwedstrijd tegen RSC Anderlecht zijn ploeg op voorsprong. Voor hem was dit zijn eerste doelpunt in zijn profcarrière. Genk zou de wedstrijd uiteindelijk ook winnen met 1-2. In mei 2019 werd hij met Genk kampioen van de Belgische competitie.

### Schalke 04
Op 16 juli 2021 maakte Genk bekend dat Wouters de club zal verlaten en een transfer maakt naar het Duitse FC Schalke 04 dat gedurende het seizoen 2021/22 uit zal komen in de 2. Bundesliga. Wouters tekende er een contract voor drie seizoenen.

## Statistieken
| Seizoen         | Club            | Land               | Competitie         | Competitie | Competitie | Beker | Beker | Supercup | Supercup | Europees | Europees | Totaal | Totaal |
| Seizoen         | Club            | Land               | Competitie         | Wed.       | Dlp.       | Wed.  | Dlp.  | Wed.     | Dlp.     | Wed.     | Dlp.     | Wed.   | Dlp.   |
| --------------- | --------------- | ------------------ | ------------------ | ---------- | ---------- | ----- | ----- | -------- | -------- | -------- | -------- | ------ | ------ |
| 2014/15         | KRC Genk        | Vlag van België    | Jupiler Pro League | 1          | 0          | 0     | 0     | —        | —        | 0        | 0        | 1      | 0      |
| 2015/16         | KRC Genk        | Vlag van België    | Jupiler Pro League | 1          | 0          | 2     | 0     | —        | —        | —        | —        | 3      | 0      |
| 2016/17         | KRC Genk        | Vlag van België    | Jupiler Pro League | 8          | 0          | 0     | 0     | —        | —        | 3        | 0        | 11     | 0      |
| 2017/18         | KRC Genk        | Vlag van België    | Jupiler Pro League | 15         | 1          | 4     | 0     | —        | —        | —        | —        | 19     | 1      |
| 2018/19         | KRC Genk        | Vlag van België    | Jupiler Pro League | 7          | 0          | 1     | 1     | —        | —        | 2        | 0        | 10     | 1      |
| 2019/20         | KRC Genk        | Vlag van België    | Jupiler Pro League | 13         | 1          | 2     | 0     | 0        | 0        | 0        | 0        | 15     | 1      |
| 2020/21         | KRC Genk        | Vlag van België    | Jupiler Pro League | 8          | 0          | 0     | 0     | —        | —        | —        | —        | 8      | 0      |
| 2021/22         | FC Schalke 04   | Vlag van Duitsland | 2. Bundesliga      | 2          | 0          | 1     | 0     | —        | —        | —        | —        | 3      | 0      |
| 2021/22         | → KV Mechelen   | Vlag van België    | Jupiler Pro League | 4          | 0          | 0     | 0     | —        | —        | —        | —        | 4      | 0      |
| 2022/23         | → KV Mechelen   | Vlag van België    | Jupiler Pro League | 14         | 1          | 2     | 0     | —        | —        | —        | —        | 16     | 1      |
| 2023/24         | Lommel SK       | Vlag van België    | Eerste klasse B    | 22         | 1          | 1     | 0     | —        | —        | —        | —        | 23     | 1      |
| Carrière totaal | Carrière totaal | Carrière totaal    | Carrière totaal    | 93         | 4          | 13    | 1     | 0        | 0        | 5        | 0        | 111    | 5      |

## Interlandcarrière
Als jeugdinternational doorliep hij de verschillende jeugdelftallen van het Belgisch voetbalelftal. In maart 2017 werd hij door bondscoach Johan Walem voor het eerst opgeroepen voor de U21 van zijn land.
| Nationale ploeg | wedstrijden | Goals |
| --------------- | ----------- | ----- |
| België U16      | 12          | 0     |
| België U17      | 5           | 0     |
| België U18      | 6           | 0     |
| België U19      | 10          | 0     |
| België U21      | 4           | 0     |
| Totaal          | 37          | 0     |

## Palmares
| Belgisch kampioen  | 1x | 2018/19 |
| Belgische Supercup | 1x | 2019    |
| Beker van België   | 1× | 2020/21 |